# Santa Maria La Palma
Santa Maria La Palma è una frazione di circa 1 000 abitanti del comune di Alghero, situata a circa 15 km dalla città.
Vi si trova la parrocchia della Natività della Beata Vergine Maria e a qualche chilometro di distanza è ubicato l'aeroporto di Alghero-Fertilia.

## Geografia fisica

### Clima
Il clima della frazione è temperato mediterraneo, con inverni miti, ed estati calde e secche. Le temperature invernali non scendono quasi mai sotto lo zero, mentre le temperature estive restano sopra i 35 gradi, e a volte superano i 40. Tuttavia le estati sono ventilate per via della brezza marina.

## Cultura
Di fondamentale importanza per la zona era l'Istituto professionale per l'agricoltura e l'ambiente, aperto attorno agli anni sessanta del Novecento. Nelle sue classi si sono formati centinaia di tecnici agricoli provenienti da tutto il nord Sardegna, pur a dispetto del fatto che nella sola provincia di Sassari si contavano almeno cinque istituti simili. La scuola era dotata di convitto annesso, della capienza di almeno duecento posti letto, mentre l'azienda agraria, delle dimensioni di circa 15 Ha, comprendeva un oliveto, un frutteto, un agrumeto, un mirteto, un vigneto di 2 Ha, una serra in ferro e vetro, un caseificio, seppur dismesso anch'esso negli anni ottanta, due officine e gli alloggi per il personale.

## Economia
Nella borgata ha sede l'omonima cantina Santa Maria la Palma, una delle più importanti aziende vitivinicole della Sardegna.